# Alt-J (∆)
∆ (izgovorno alt-džej) britanski je alternativni indie pop kvartet, osnovan 2007. Trenutno sa svojim debitantskim albumom An Awesome Wave uživa uspjeh na glazbenim ljestvicama Europe, a njime su i osvojili glazbenu nagradu Mercury za 2012. godinu.

## Pozadina
∆ je osnovan pri susretu Gwila Sainsburya (gitarist/basist), Joea Newmana (gitarist/pjevač), Gusa Unger-Hamiltona (klavijaturist) i Thoma Greena (bubnjar) na sveučilištu Leeds 2007.
Nakon diplomiranja, preselili su se u Cambridge, međutim svoj prvi album su snimili u Brixtonu. Gus je studirao englesku književnost, a ostala trojica studirala su likovnu umjetnost. U njihovoj drugoj godini studiranja, Joe je Gwilu pokazao pregršt vlastitih pjesama nadahnutih halucinogenima i njegovim ocem koji je svirao gitaru, nakon čega je dvojac započeo snimanje u njihovim studentskim sobama gdje je Gwill bio producentom na GarageBandeu. Sastav je proveo dvije godine u probama prije nego što je stupio u pogodbu s Infectious Recordsom 2011. 
∆ naziv izgovara se kao alt-đej (izvorno “Alt-J”), što predstavlja računalnu naredbu koja se upotrebljava na Macovim tipkovnicama za dobivanje grčkog slova "delta". Gitarist i basist primijetili su da je to matematički izraz za iskazivanje promjene, a novo ime sastava stiglo je u trenuntku zaokreta u njihovim životima. "Alt-J" ranije je bio poznat kao 'Daljit Dhaliwal' i 'Films'.

## Glazbena karijera

### Prve objave
Njihov eponimski četverac EP "∆", snimljen je s producentom Charliejem Andrewom u Londonu i izložio je pjesme 'Breezeblocks', 'Hand-Made', 'Matilda' i 'Tessellate'. A 7" sadržeći i pjesme 'Bloodflood' i 'Tessellate', objavljen je u listopadu 2011. 
Njihova prva distribucija 2012. za Infectious Records bila je trokutasto oblikovana 7" 'Matilda'/'Fitzpleasure', popraćena pjesmom 'Breezeblocks', kao avans njihova prvog albuma 'An Awesome Wave', objavljenog 25. svibnja 2012. u Ujedinjenom Kraljevstvu, Europi i Australiji. U Sjevernoj Americi album je objavljen 18. rujna 2012. 
Njihov stil se uspoređuje s onima Hot Chipa, Wild Beastsa i Everything Everythinga.

### An Awesome Wave
Njihov debitantski album upetljava nekoliko glazbenih žanrova: stihove folklora, zveckavi bas rocka, dopadljivost popa, taktove hip-hopa, atmosferu trip-hopa, okuke indie rocka, sintisajzerske rifove ispreplićući navedeno srceparajućim intimnim riječima koje su začinjene poveznicama s književnim i filmskim (L. Bessonov Léon: The Professional i M. Sendakov Where the Wild Things Are) uključujući aluzije na dobro, loše i ružno.

## Popis pjesama
1. ˝Intro˝ (2:37)
2. ˝Tessellate˝ (3:02)
3. ˝Breezeblocks˝ (3:47)
4. ˝Something Good˝ (3:38)
5. ˝Dissolve Me˝ (4:17)
6. ˝Matilda˝ (3:48)
7. ˝Ms˝ (3:58)
8. ˝Fitzpleasure˝ (3:39)
9. ˝Bloodflood˝ (4:09)
10. ˝Taro˝ (5:05)
11. ˝Hand-Made˝ (2:37)